# شعير الديب

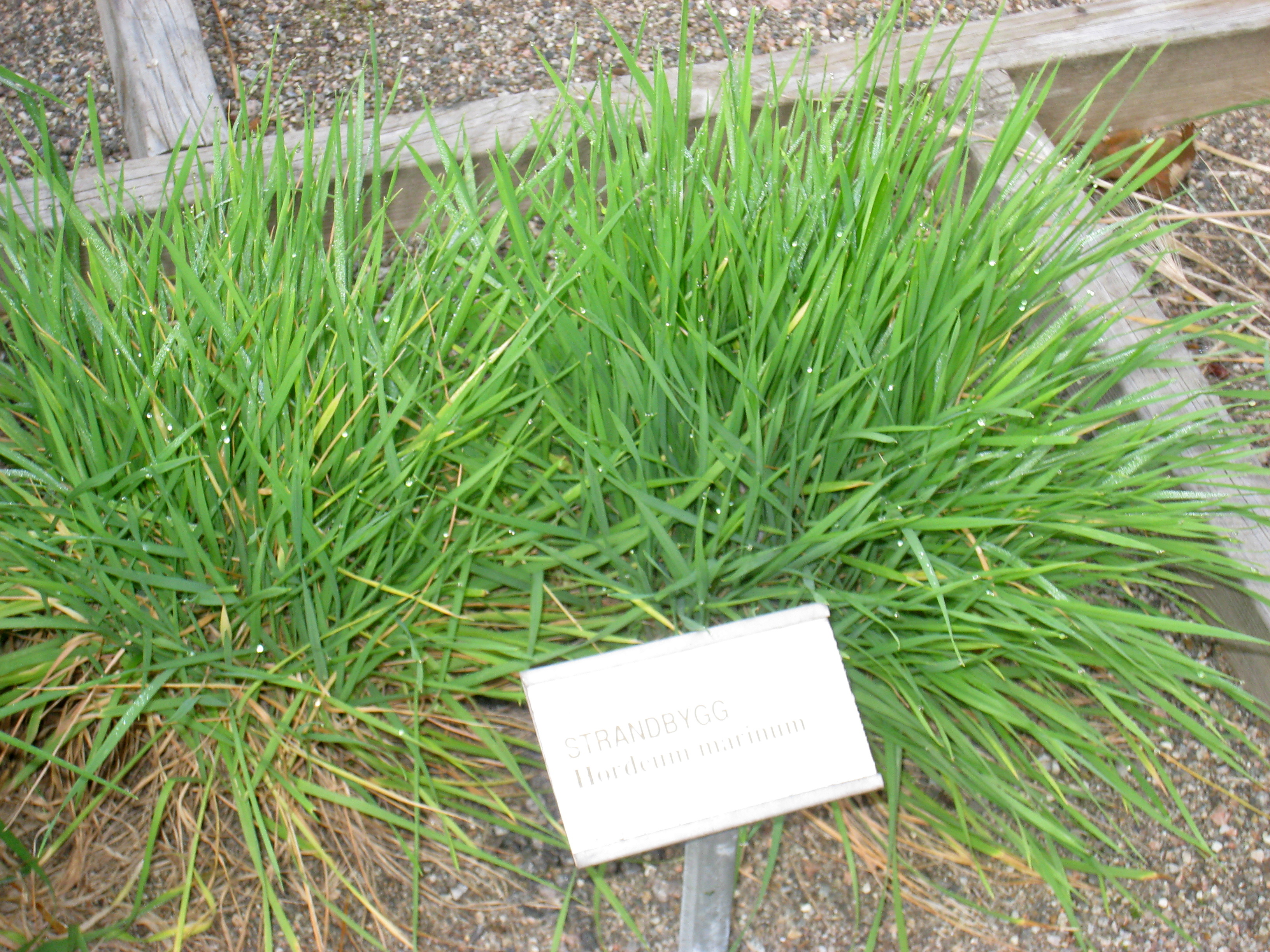

شعير الديب (الاسم العلمي: Hordeum  marinum)، هو نبات ينتمي إلى نجيلية (فصيلة: Poaceae).